# Albert Duvivier
Pour les articles homonymes, voir Duvivier.
Albert Duvivier (Nevers, 28 janvier 1842 - Paris, 12 mai 1927) est un graveur et illustrateur français, pratiquant principalement l'eau forte et la lithographie.

## Biographie
Albert Ludovic Paul Émile Antony Duvivier est né le 28 janvier 1842 à Nevers.
Élève d'Isidore Pils, il expose au Salon de Paris pour la première fois en 1868, une eau forte originale représentant Pierre Corneille ; il habite le village de Montrouge. Il continue d'exposer au Salon de 1869 et 1870, des eaux fortes et des dessins, interprétant Antonello de Messine, le nivernais Hector Hanoteau, et Charles-Théodore Sauvageot, avec qui il collabore au Monde illustré. 
Il revient au Salon de 1877 à 1878 ; son adresse parisienne est le 10 rue Pernety, lieu où il semble résider jusqu'à la fin de sa vie. Au Salon des artistes français, il expose régulièrement des eaux fortes et des lithographies à partir de 1880. Il obtient une mention honorable en 1882, puis une médaille en 1888. Il devient membre de la Société des artistes français. Il rejoint la Société des aquafortistes français fondée par Auguste Laguillermie, pour laquelle il produit des gravures destinées à leurs albums. En 1891, il collabore à la Maison Quantin. En 1895-1896, il produit des eaux fortes destinées à la Chalcographie du Louvre. Sa dernière apparition au Salon des artistes français date de 1898, pour un portrait gravé d'Édouard Bornet, qu'il présente avec tous les prénoms de son état civil « Albert Ludovic Paul Émile Antony Duvivier ».
En 1880, Hector Hanoteau fonde L'Aiguillon, une association regroupant les Nivernais vivant à Paris, dont Émile-André Boisseau, Auguste Dalligny, Duvivier, Jean Gautherin et Édouard Pail.
Il existe de Duvivier un portrait en médaillon exécuté en 1874 par Philippe Louis Edmond Cougny (1831-1900), natif de Nevers.
Albert Duvivier meurt dans le 14e arrondissement de Paris le 12 mai 1927 ; son acte de décès mentionne qu'il était veuf de Claire Victoire Thomas. Cette dernière est mentionnée par Henri Beraldi comme graveuse, née à Vittel.

## Ouvrages illustrés de ses dessins et gravures

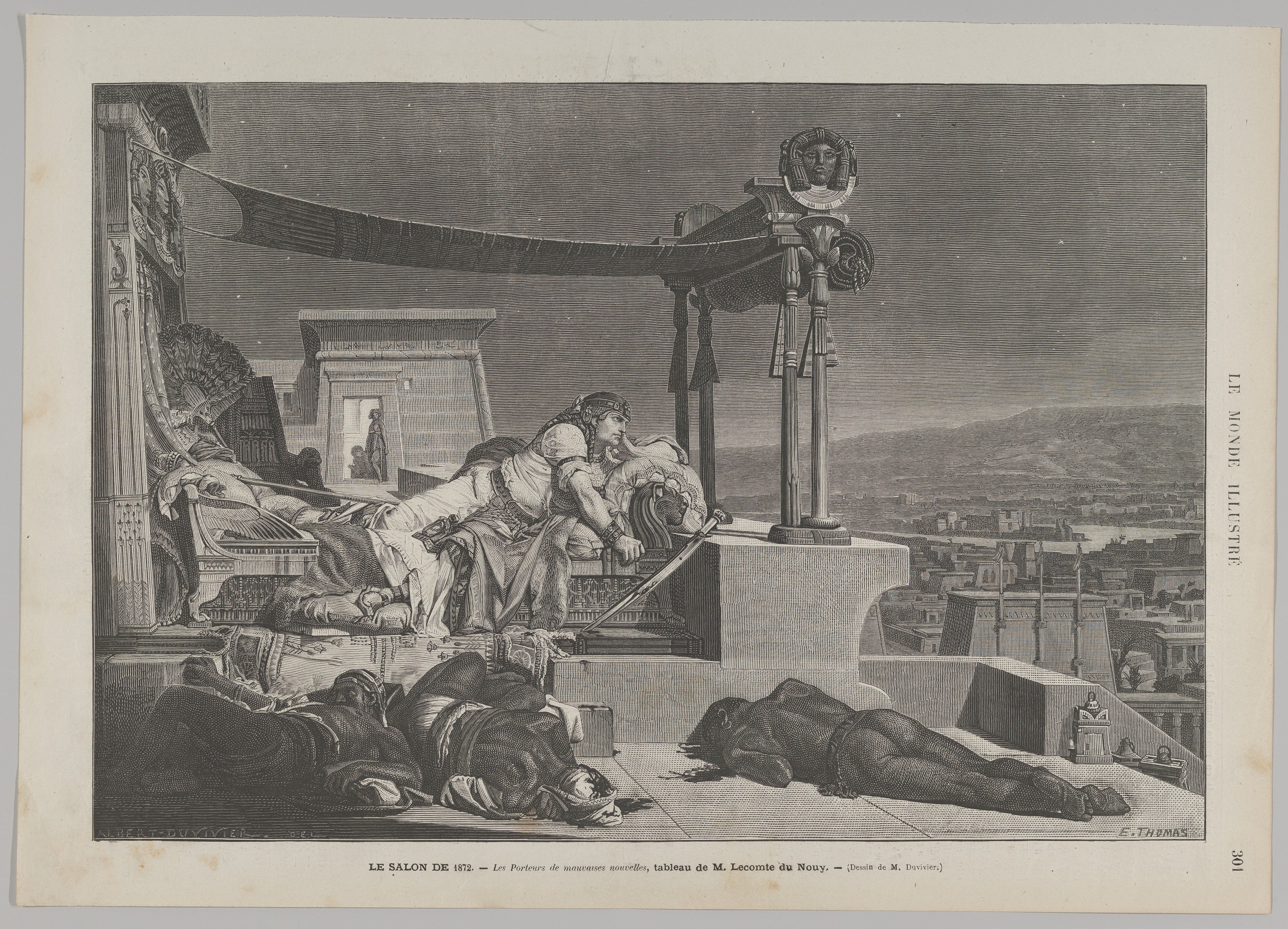
Les Porteurs de mauvaises nouvelles, dessin de Duvivier, gravure sur bois d'Émile Thomas, d'après Jean-Jules-Antoine Lecomte du Nouÿ (1872), dans Le Monde illustré (Metropolitan Museum of Art).

- Louis Rousselet, L'Inde des rajahs, collectif d'illustrateurs dont Émile Bayard, Émile Thérond, Alphonse de Neuville, Hubert Clerget, Librairie Hachette, 1875.
- Almanach fantaisiste pour 1882, publié par la Société des éclectiques, avec Edmond Morin, Alexis Martin et Charles Fichot, Librairie Alphonse Lemerre, 1881.
- Émile Zola, Une page d'amour, précédée d'une lettre-préface, dessins d'Édouard Dantan, Libraire des bibliophiles, 1884.
- Louis de Courmont, Feuilles au vent, portrait en frontispice, Tresse, 1884.
- Octave Feuillet, Monsieur de Camors, onze compositions de Stanislaw Rejchan gravées avec Marie Louveau-Rouveyre et Daumont, Maison Quantin, Coll. « Calmann Lévy - Les Chefs-d'œuvre du roman contemporain », 1885.
- Charles Leroy, Les finesses de Pinteau, avec Henri Pille, La Librairie illustrée, 1887.
- Jean Gilbert Nicomède Jaime, De Koulikoro à Tombouctou, à bord du Mage, 1889-1890, portrait en frontispice, E. Dentu, 1892.